# Make
Make (МФА [meɪk]; с англ. — «сделать», «изготовить») — утилита, автоматизирующая процесс преобразования файлов из одной формы в другую. Чаще всего это компиляция исходного кода в объектные файлы и последующая компоновка в исполняемые файлы или библиотеки.
Утилита использует специальные make-файлы, в которых указаны зависимости файлов друг от друга и правила для их удовлетворения. На основе информации о времени последнего изменения каждого файла Make определяет и запускает необходимые программы.

## Происхождение
До создания Make системы сборки (компиляции) ПО Unix обычно состояли из shell-скриптов сборки, сопровождавших исходный код программ.
Make была создана Стюартом Фельдманом (англ. Stuart Feldman) в 1976 году в Bell Labs. В 1977 году программа стала доступна пользователям.
В настоящее время существует множество утилит для отслеживания зависимостей, но Make — одна из самых широко распространённых, в первую очередь благодаря тому, что она включена в Unix, начиная с версии PWB/UNIX (англ. Programmer’s Workbench), которая содержала инструменты для разработки программного обеспечения.

## Современные реализации
Существует много реализаций Make, основанных на оригинальной Make или написанных с нуля, использующих те же самые форматы файлов и базовые принципы и алгоритмы, а также содержащих некоторые улучшения и расширения. Наиболее распространёнными являются:
- BSD Make, основанная на работе Адама де Бура (Adam de Boor) над версией Make, с возможностью параллельной сборки; в той или иной форме перешла в FreeBSD, NetBSD и OpenBSD.
- GNU Make — входит в большинство дистрибутивов Linux и часто используется в сочетании с GNU toolchain.

POSIX включает в себя стандарт основных возможностей утилиты Make, с той или иной степенью совместимости реализованный в различных версиях Make. Как правило, простые make-файлы могут быть успешно обработаны различными версиями Make.

## Использование
```
make
 
[
 
-f
 
make-файл
 
]
 
[
 
цель
 
...
 
]

```

Файл ищется в текущем каталоге. Если ключ -f не указан, используется имя по умолчанию для make-файла — Makefile (однако в разных реализациях Make, кроме этого, могут проверяться и другие файлы, например GNUmakefile).
Make открывает make-файл, считывает правила и выполняет команды, необходимые для создания указанной цели.
Стандартные цели для сборки дистрибутивов GNU:
- all — выполнить сборку пакета;
- install — установить пакет из дистрибутива (производит копирование исполняемых файлов, библиотек и документации в системные каталоги);
- uninstall — удалить пакет (производит удаление исполняемых файлов и библиотек из системных каталогов);
- clean — очистить дистрибутив (удалить из дистрибутива объектные и исполняемые файлы, созданные в процессе компиляции);
- distclean — очистить все созданные при компиляции файлы и все вспомогательные файлы, созданные утилитой ./configure в процессе настройки параметров компиляции дистрибутива.

По умолчанию Make использует самую первую цель в make-файле.
В процессе сборки приложений BSD часто применяют:
- depend — выполнить компиляцию/выстраивание зависимостей.

## Make-файл
Программа Make выполняет команды согласно правилам, указанным в специальном файле. Этот файл называется make-файл (makefile, мейкфайл). Как правило, make-файл описывает, каким образом нужно компилировать и компоновать программу.
make-файл состоит из правил и переменных. Правила имеют следующий синтаксис:
```
цель1 цель2 ...
:
 
зависимость1 зависимость2 ...

    	
команда1

    	
команда2

    	
...

```

Правило представляет собой набор команд, выполнение которых приведёт к сборке файлов-целей из файлов-зависимостей.
Правило сообщает Make, что файлы, получаемые в результате работы команд (цели), являются зависимыми от соответствующих файлов-зависимостей. Make никак не проверяет и не использует содержимое файлов-зависимостей, однако указание списка файлов-зависимостей требуется только для того, чтобы Make убедилась в наличии этих файлов перед началом выполнения команд и для отслеживания зависимостей между файлами.
Обычно цель представляет собой имя файла, который генерируется в результате работы указанных команд. Целью также может служить название некоторого действия, которое будет выполнено в результате выполнения команд (например, цель clean в make-файлах для компиляции программ обычно удаляет все файлы, созданные в процессе компиляции).
Строки, в которых записаны команды, должны начинаться с символа табуляции.
Рассмотрим несложную программу на Си. Пусть программа program состоит из пары файлов кода — main.c и lib.c, а также из одного заголовочного файла — defines.h, который подключён в обоих файлах кода. Поэтому для создания program необходимо из пар (main.c defines.h) и (lib.c defines.h) создать объектные файлы main.o и lib.o, а затем скомпоновать их в program. При сборке вручную требуется исполнить следующие команды:
```
cc
 
-c
 
main.c

cc
 
-c
 
lib.c

cc
 
-o
 
program
 
main.o
 
lib.o

```

Если в процессе разработки программы в файл defines.h будут внесены изменения, потребуется перекомпиляция обоих файлов и линковка, а если изменим lib.c, то повторную компиляцию main.c можно не выполнять.
Таким образом, для каждого файла, который мы должны получить в процессе компиляции, нужно указать, на основе каких файлов и с помощью какой команды он создаётся. Программа Make на основе этих данных выполняет следующее:
- собирает из этой информации правильную последовательность команд для получения требуемых результирующих файлов;
- и инициирует создание требуемого файла только в случае, если такого файла не существует или он старше, чем файлы, от которых он зависит.

Если при запуске Make явно не указать цель, то будет обрабатываться первая цель в make-файле, имя которой не начинается с символа «.».
Для программы program достаточно написать следующий make-файл:
```
program
:
 
main
.
o
 
lib
.
o

        
cc
 
-o
 
program
 
main.o
 
lib.o

main.o lib.o
:
 
defines
.
h

```

В имени второй цели указаны два файла и для этой же цели не указана команда компиляции. Кроме того, нигде явно не указана зависимость объектных файлов от «*.c»-файлов. Дело в том, что программа Make имеет предопределённые правила для получения файлов с определёнными расширениями. Так, для цели-объектного файла (расширение «.o») при обнаружении соответствующего файла с расширением «.c» будет вызван компилятор «сс -с» с указанием в параметрах этого «.c»-файла и всех файлов-зависимостей.
Синтаксис для определения переменных:
```
переменная
 
=
 
значение

```

Значением может являться произвольная последовательность символов, включая пробелы и обращения к значениям других переменных. С учётом сказанного, можно модифицировать наш make-файл следующим образом:
```
OBJ
 
=
 
main.o
 
lib.o

program
:
 
$(
OBJ
)

        
cc
 
-o
 
program
 
$(
OBJ
)

$(OBJ)
:
 
defines
.
h

```

Вычисление значений переменных происходит только в момент использования (используется так называемое ленивое вычисление). Например, при сборке цели all из следующего make-файла на экран будет выведена строка «Huh?».
```
foo
 
=
 
$(
bar
)

bar
 
=
 
$(
ugh
)

ugh
 
=
 
Huh?

all
:

        
echo
 
$(
foo
)

```

Предположим, что к проекту добавился второй заголовочный файл lib.h, который включается только в lib.c. Тогда make-файл увеличится ещё на одну строчку:
```
lib.o
:
 
lib
.
h

```

Таким образом, один целевой файл может указываться в нескольких целях. При этом полный список зависимостей для файла будет составлен из списков зависимостей всех целей, в которых он участвует, создание файла будет производиться только один раз.

## Многопоточное исполнение
Для ускорения длительных задач используют распараллеливание вычислений внутри make-программы. Распараллеливание делается автоматически make-интерпретатором. Для запуска make-файла в многопоточном режиме необходимо передать опцию -j <число потоков>.
```
make
 
[
 
-j
 
<число
 
потоков>
 
]
 
[
 
цель
 
]

```